# فرودگاه وید
فرودگاه وید   (به انگلیسی: Weed Airport)  یک فرودگاه همگانی   است که یک باند فرود آسفالت دارد و طول باند آن ۱۵۲۴ متر است. این فرودگاه در  کشور ایالات متحده آمریکا قرار دارد و در ارتفاع ۸۹۵٫۵ متری از سطح دریا واقع شده است.